# Калифорния-стрит, 1801
1801 California Street (неофициальное название — Qwest Tower) — небоскрёб в Денвере, штат Колорадо, США. Высота здания — 216 метров. Имеет 53 этажа. Застройщик — The Weitz Company.
Строительство здания завершилось в 1983 году, после чего оно стало высочайшим в Денвере. Менее чем через год был построен небоскрёб Republic Plaza, который оказался выше на 1,6 метра.
На крыше 1801 California Street установлена радиоантенна, вместе с которой здание достигает 225 метров в высоту, превосходя тем самым Republic Plaza.
Следовательно, неофициально 1801 California Street может считаться самым высоким зданием
Денвера и всего штата Колорадо, а также 163-м во всех Соединённых Штатах (по данным
на июнь 2014 года).
Формой здание имеет сходство с двумя соединёнными октогональными башнями, одна из которых ниже
другой, усечёнными с четырёх сторон, что характерно для пост-модернистской высотной
архитектуры. Фасад облицован коричневой плиткой из бетонной смеси.
До недавнего времени большинство офисов в небоскрёбе занимала компания US West, но с 2000 года большая доля помещений принадлежит корпорации Qwest Communications International Inc. В том же году на здании были установлены четыре светящихся синим цветом логотипа «Qwest». В то время это были самые яркие логотипы в мире, их свет был виден на 113 километров вокруг, что не осталось незамеченным общественностью. В декабре 2004 года из-за многочисленных жалоб служащих делового центра, жителей города, а также больших энергетических издержек самой компании Qwest, освещение было заменено на тёмно-синее. В нём используются не неоновые трубки, как прежде, а светодиоды, которые, по словам руководства компании, потребляют на 70 процентов меньше электроэнергии.